# Alliance amazonienne de combat contre la déforestation
L’Alliance amazonienne de combat contre la déforestation est une organisation internationale regroupant les huit États sud-américains ayant en commun la forêt amazonienne et membres de l'Organisation du traité de coopération amazonienne.

## Histoire
La déforestation de la forêt amazonienne, jusqu'alors relativement limitée, s'accélère dans les années 1970 pour atteindre des rythmes qui menacent la survie même de la forêt et des écosystèmes qu'elle renferme. Dans ce contexte, le traité de coopération amazonienne est signé entre les huit États ayant en commun la forêt le 3 juillet 1978 dans le but de la préserver et de gérer ses richesses de manière rationnelle. L'Organisation du traité de coopération amazonienne est créée en 1995 pour appliquer les objectifs de ce traité.
Réunis en sommet, les pays membres de l'Organisation du traité de coopération amazonienne annoncent la création de l'Alliance amazonienne de combat contre la déforestation le 8 août 2023.

## Objectifs
L'Alliance amazonienne de combat contre la déforestation vise à arrêter la déforestation du bassin amazonien pour 2030. Cependant, des ONG, notamment environnementales réunies dans l'Observatoire du Climat, ainsi que des peuples indigènes dénoncent rapidement le manque d'objectifs contraignants et de décisions concrètes de la part de l'organisation pour atteindre ce but.